# 叶应妩
叶应妩（1921年—？），女，福建福州人，中国临床检验医学家，曾任中国医学科学院中国协和医科大学研究员、博士生导师